# François-Frédéric Steenackers
François-Frédéric Steenackers est un homme politique français né le 10 mars 1830 à Lisbonne (Portugal) et mort le 22 juillet 1911 à Rouen (Seine-Maritime).

## Biographie
Il naît à Lisbonne de père belge et de mère française. Il fait ses études au lycée Louis-le-Grand de Paris puis part en Italie étudier la sculpture dans les ateliers de Lorenzo Bartolini. Il est naturalisé français en 1866.
Après le 4 septembre 1870, il devient directeur général des télégraphes et travaille à la connexion  des forts de la défense de Paris, il fait immerger un câble de communication ; il est ensuite envoyé à Tours par le Gouvernement de la Défense nationale pour réorganiser et fusionner les Postes et le Télégraphe. Il établit aussi des postes de pigeonnier pour communiquer par des messages miniaturisés  photographiquement que les volatiles acheminent. Pour sa conduite lors de la Guerre de 1870, il reçut la croix de chevalier de la Légion d'honneur.
En 1884, il fut nommé commissaire général du gouvernement près des compagnies de chemin de fer. Battu après avoir rejoint le mouvement boulangiste, en 1889, il obtient un bureau de tabac et, il est nommé directeur de la maternité Boucicaut à Rouen en 1903. Il est également sculpteur, ayant exposé aux salons de 1857 à 1865 et écrivain (cf. ouvrages ci-après). 
Il était marié à Léontine Pargoud, fille de Jean François Hypolite Pargoud et de Marie Henriette de Breard, natifs de la Nouvelle-Orléans, en Louisiane.
Ils eurent un fils, Francis-Frédéric (1858-1917), explorateur et consul à Yokohama, ami de Clemenceau.

## Carrière politique
Président du comice agricole d'Arc-en-Barrois, conseiller général, il est député de la Haute-Marne de 1869 à 1870, siégeant dans l'opposition démocratique. Il vote contre la guerre en 1870, mais celle-ci déclarée signe la déclaration demandant l'armement général de tous les citoyens de Paris. Il est, de nouveau, député de la Haute-Marne de 1885 à 1889, siégeant dans l'Union républicaine.

## Écrits
En plus de nombre de ses propositions de lois qui furent publiées :
- Histoire des ordres de chevalerie et des distinctions honorifiques en France,   Paris : Librairie internationale, 1867 ;
- Les eaux publiques à Arc-en-Barrois, Chaumont : impr. de Vve Miot-Dadant, 1867 ;

- Agnès Sorel et Charles VII essai sur l'état politique et moral de la France au XVe siècle, Paris : Didier, 1868 ;
- L'invasion de 1814 dans la Haute-Marne, Paris : Didier, 1868 ;
- Les télégraphes et les postes pendant la guerre de 1870-1871, Paris : G. Charpentier, 1883 ;
- Histoire du gouvernement de la Défense nationale en province, 4 septembre 1870-8 février 1871, Paris : G. Charpentier, 1884-1885.

## En savoir plus